# Aéroport international de Nouakchott-Oumtounsy
L'aéroport international de Nouakchott-Oumtounsy (code IATA : NKC • code OACI : GQNO), est le nouvel aéroport basé à Nouakchott, capitale de la Mauritanie. 
Sa capacité est de deux millions de voyageurs par an, il peut accueillir des avions de grande taille tels l'Airbus A380, le Boeing 747 ou le Boeing 787.

## Histoire
L’aéroport est conçu par l’architecte mauritanien Omer Houessou et son cabinet Créa Aménagement. 
L'ancien, code OACI GQNN, entre les Moughataa de Dar Naim, Ksar, Arafat, cesse ses opérations le 23 juin 2016 pour être remplacé par le nouvel aéroport, baptisé Oumtounsy, en référence à la bataille d'Oum Tounsi.
La société française Egis a été chargée des études et de la maîtrise d'ouvrage de l'aéroport. Les travaux de construction, confiés à l’entreprise mauritanienne Najah, débutent en novembre 2011 et devaient initialement durer 30 mois. 
Fondée en 2011, l'entreprise Najah Major Works (NMW SA), qui s'est vu confier la construction de l'aéroport, appartient au groupe ASML, présidé par Ahmed Saleck Ould Mohamed Lemine, qui a pour actionnaire le groupe AON, dirigé par Abdallahi Ould Noueigued, deux importants promoteurs mauritaniens dépourvus d'expérience en matière de construction aéroportuaire.
En contrepartie de la construction de l'aéroport, l’État mauritanien cède à la société Najah des terrains constructibles d'une superficie de 451 hectares situés dans le centre-ville de Nouakchott, occupés pour un tiers par un quartier résidentiel et pour deux tiers par l’ancien aéroport. L’entreprise Najah revendra ce terrain par lots. Les conditions entourant ce contrat suscitent alors de vives polémiques en Mauritanie.
Durant la construction, l’entreprise Najah a rencontré des difficultés financières, et empruntera 15 milliards d’ouguiyas (36,8 millions d’euros) à la Société nationale industrielle et minière de Mauritanie (SNIM) en apportant l'hypothèque d'une partie des terrains que lui avait cédés l'Etat Mauritanien. 
L'État mauritanien mandatera alors Najah pour la construction d'un bâtiment de dix étages, la future grande mosquée de la ville et un programme d’aménagement du centre-ville, l'ensemble étant estimé à 17 milliards d’ouguiyas (41,8 millions d'euros), suffisamment pour régler la dette et renflouer les finances de la société Najah. L'Etat Mauritanien confiera également à Najah la construction d’un aéroport militaire.
En décembre 2018, actant que la société nationale qui gérait l’aéroport avait accusé des déficits financiers ces trois dernières années, le ministre de l’Economie et des Finances mauritanien, Moctar Ould Diay, annonce que la gestion de l’aéroport serait cédée à la société Afroport Airport Service, une filiale des Aéroports d’Abu Dhabi, qui bénéficiera d’un régime fiscal spécial.

## Infrastructures et bâtiments
L'aéroport se compose d’une tour de contrôle, d’une aérogare de fret, d’un bloc technique, de bâtiments annexes et de logements pour le personnel d’astreinte, d’un pavillon présidentiel et ministériel et d’une aérogare passagers de 18 000 m² d’une capacité annuelle de 2 millions de passagers, ainsi que de deux pistes d’atterrissage, longues de 4,3 km et 2,6 km,.

## Situation
| Nouadhibou Zouérat Nouakchott Atâr |

## Compagnies aériennes et destinations
| Compagnies          | Destinations |
| ------------------- | --- |
| Air Algérie         | Alger-Houari-Boumédiène, Dakar-B. Diagne |
| Air France          | Conakry, Paris-Charles de Gaulle |
| Air Senegal         | Dakar-B. Diagne |
| ASKY Airlines       | Conakry |
| Binter Canarias     | Las Palmas/Gran Canaria |
| Mauritania Airlines | - Abidjan-F.-H.-Boigny, - Bamako-M. Keïta, - Casablanca-Mohammed-V, - Conakry, - Dakar-B. Diagne, - Las Palmas/Gran Canaria, - Néma, - Nouadhibou (Port-Étienne), - Zouérat-Tazadit |
| Royal Air Maroc     | Casablanca-Mohammed-V |
| Tunisair            | Tunis-Carthage |
| Turkish Airlines    | Banjul, Istanbul |

Édité le 25/06/2018  Actualisé le 5/08/2023

## Statistiques
Pour des raisons techniques, il est temporairement impossible d'afficher le graphique qui aurait dû être présenté ici.

Voir la requête brute et les sources sur Wikidata.